# The King of Fighters
The King of Fighters (ザ・キング・オブ・ファイターズ, Za・Kingu・Obu・Faitāzu), (tradução literal para o português "O Rei dos Lutadores") abreviado oficialmente como TKOF ou KOF é uma série de jogos eletrônicos de luta produzidos e publicada pela SNK (empresa original) e então SNK Corporation. The King of Fighters começou por ser um crossover entre as séries Art of Fighting e Fatal Fury, além de personagens do jogos Ikari Warriors e Psycho Soldier, mas acabou por tornar-se uma das imagens de marca da companhia. O segundo jogo (o primeiro é chamado Fatal Fury, The King of Fighters), The King of Fighters '94, foi lançado em 1994 para arcades.

Foi originalmente criada para o hardware arcade da SNK, o Neo Geo MVS, que serviu como plataforma base até 2004, quando a SNK desistiu da MVS em favor da placa Atomiswave. Apenas foram feitos dois jogos King of Fighters na plataforma Atomiswave (The King of Fighters Neowave e The King of Fighters XI) antes da SNK decidir descontinuar o uso da plataforma. A placa atual da série para as máquinas arcade é a Taito Type X2, usada pela primeira vez em The King of Fighters XII. Várias versões dos jogos originais de arcades e dos originais The King of Fighters têm sido lançados para as variadas consoles domésticos. 

## Lista de jogos
Série principal
- The King of Fighters '94
- The King of Fighters '95
- The King of Fighters '96
- The King of Fighters '97
- The King of Fighters '98: The Slugfest / Dream Match Never Ends (JP)
- The King of Fighters '99: Millennium Battle
- The King of Fighters 2000
- The King of Fighters 2001
- The King of Fighters 2002: Challenge to Ultimate Battle
- The King of Fighters 2003
- The King of Fighters XI
- The King of Fighters XII
- The King of Fighters XIII
- The King of Fighters XIV
- The King of Fighters XV

Spinoffs
- The King of Fighters Neowave (Atomiswave)
- The King of Fighters Maximum Impact (PS2)
- The King of Fighters Maximum Impact 2 (JP) (PS2) / The King of Fighters 2006 (US) (PS2)
- The King of Fighters Maximum Impact - Regulation "A" (Taito Type-X2/PS2)
- The King of Fighters Maximum Impact 3 (PS4/PC)

Outros
- The King of Fighters '94: Re-Bout (PS2)
- The King of Fighters '98: Ultimate Match (PS2)
- The King of Fighters 2002: Unlimited Match (PS2)
- The King of Fighters Orochi - NeoGeo Online Collection (PS2)
- The King of Fighters Orochi - NeoGeo Online Collection (PSP)
- The King of Fighters Nests - NeoGeo Online Collection (PS2)
- The King of Fighters Dream Match 1999 (Dreamcast)
- The King of Fighters '99 Evolution (JP) / The King of Fighters Evolution (US) (Dreamcast/PC)
- The King of Fighters: Kyo (PSX)
- The King of Fighters R-1 (NeoGeo Pocket)
- The King of Fighters R-2 (NeoGeo Pocket)
- The King of Fighters Battle de Paradise (NeoGeo Pocket)
- Quiz King of Fighters (NeoGeo)
- The King of Fighters '96 Neo-Geo Collection (NeoGeo CD)
- The King of Fighters EX NeoBlood (GameBoy Advance)
- The King of Fighters EX2 Howling Blood (GameBoy Advance)
- The King of Fighters (Game Boy)
- The King of Fighters '95 (Game Boy)
- The King of Fighters '96 (Game Boy)
- The King of Fighters M2 (Game Boy)
- The King of Fighters -SNK Slot Panic- (Mobile)
- The King of Fighters -Volleyball- (Mobile)
- The King of Fighters (Mobile)
- The King of Fighters M2 (Mobile)
- The King of Millionaire (Mobile)
- The King of Fighters Girl Mahjong (Mobile)
- The King of Fighters Extreme (N-Gage)
- The King of Fighters A-2012 (Android)
- The King of Fighters I-2012 (Iphone e Ipod)
- The King of Fighters '98: Ultimate Match Online (Android e Iphone)
- The King of Fighters '97: Global Match (PC e PS4)
- The King of Fighters All Stars (Android e iOS)

## Mídias relacionadas

### Animação
- The King of Fighters: Another Day (2005)
- The King of Fighters: Destiny[4] (2017)

### Mangá
- The King of Fighters: A New Beginning[5] (2018)

### Livro
- The King of Fighters Essencial[6] (2018)

### Filme
- The King of Fighters: A Batalha Final (2010)